# Черепашки-ниндзя III
«Черепашки-ниндзя III» (англ. Teenage Mutant Ninja Turtles III) — американский супергеройский фильм 1993 года. Является сиквелом «Черепашки-ниндзя II: Тайна изумрудного зелья».

## Сюжет
Эйприл где-то на распродаже купила Сплинтеру старинный японский скипетр, и ещё всяких других подарков для своих друзей черепашек. Как выяснилось, этот скипетр — не просто обычный антиквариат, а прообраз машины времени. Но он работает только в том случае, когда вес путешественников во времени одинаков с обеих сторон.
Так случилось, что скипетр перенес Эйприл в феодальную Японию. Следом за ней отправились и черепашки, но вот беда —  вместо того, чтобы попасть в храм, где должен был находиться скипетр, они оказываются посреди поля сражения. Во всей этой неразберихе теряется Микеланджело со скипетром. И теперь черепашкам нужно не только спасти Эйприл, но и вернуть скипетр. В нашем времени в этот момент тоже совсем не скучно.

## В ролях
| Актёр                               | Роль         |
| ----------------------------------- | ------------ |
| Марк Казо / Брайан Тотихара (голос) | Леонардо     |
| Мэт Хилл / Тим Келехер (голос)      | Рафаэль      |
| Джим Рапоза / Кори Фельдман (голос) | Донателло    |
| Дэвид Фрайзер / Робби Рист (голос)  | Микеланджело |
| Пейдж Турко                         | Эйприл О'Нил |
| Элиас Котеас                        | Кейси Джонс  |
| Джеймс Мюрей                        | Сплинтер     |
| Стюарт Уилсон                       | Уокер        |
| Саб Симоно                          | Норинага     |
| Вивьен Ву                           | Мицу         |
| Генри Хаяси                         | Кэнсин       |

## Критика
Фильм собрал крайне негативные отзывы как среди критиков, так и среди фанатов. Согласно рейтингу Rotten Tomatoes, на основе 22 отзывов, 27 % процентов зрителей назвали его «гнилым» и ужасно скучным и неинтересным. Как и в предыдущих фильмах, цензуре поддалось запрещённое оружие Микеланджело — Нунчаки. Из-за этого персонажу было уделено мало экранного времени, не говоря уже о том, что он практически не использовал это оружие в фильме.
В особенности фильм разочаровал отсутствием классических злодеев из мультсериала и комиксов, таких как Шреддер, который в финале второго фильма стал Супер Шреддером и якобы погиб, или Крэнг, чьё появление фанаты ожидали увидеть в третьей части. Вместо этого главными антагонистами фильма стали два совершенно неоригинальных персонажа, которые не обладали как таковыми способностями или чем-то, что могло заинтересовать фанатов. Джеймс Берардинелли дал фильму одну звезду из четырёх, заявив, что «Взрослым, сопровождающих детей на этот фильм, придётся придумать несколько новых и интересных способов для сна. Мало того, что этот фильм был рассчитан на маленьких детей, сценарий, скорее всего был написан ими же». TV Guide дал этому фильму две звезды из четырёх, критикуя персонажей и сюжет фильма в целом.
Несмотря на оценки критиков, кассовые сборы фильма были большими.

## Релиз
Фильм был издан на DVD с 1 по 3 сентября 2002 года, где он содержал незначительные особенности и интерактивное меню.

## Сиквел
С 1995 по 1997 годы Кевин Истмен работал над четвёртым фильмом франшизы, который должен был называться либо «Черепашки-ниндзя 4: Новая мутация», либо «Черепашки-ниндзя 4: Возвращение клана Фут». В 2012 году Heritage Auctions опубликовала концепт-арты, изображающие пятую Черепаху по имени Кирби, а также других персонажей в лице Фэнга, Шрэддера, Спайдера, Нано Спайдера, Супер Шреддера, Кейси, Тэлбота, Лоусона, Багмэна и «Злой Эйприл». Питер Лэрд опубликовал концепт-арт Черепах и Сплинтера в своём блоге. По задумке фильма, Черепашки-ниндзя и Сплинтер подверглись вторичной мутации из-за того, что находящийся в их крови мутаген с годами привёл к изменению внешнего вида героев, а также даровал им новые способности. Кроме того, в фильме должен был вернуться Шреддер, восстанавливающий авторитет клана Фут.
Несмотря на то, что фильм с живыми актёрами был отменён, серия обзавелась четвёртой частью в 2007 году в лице полнометражного мультфильма «Черепашки-ниндзя». В интервью режиссёр Кевин Манро подтвердил, что мультфильм является сиквелом, и поведал, что изначально рассчитывал на перезапуск, но по настоянию Питера Лэрда были добавлены «пасхальные яйца», отсылающие к событиям фильмов. «Черепашки-ниндзя» должны были обзавестись двумя сиквелами, но они были отменены в угоду полноценному перезапуску.